# Frente de Liberación Homosexual de Castilla
El Frente de Liberación Homosexual de Castilla (FLHOC) fue una organización española dedicada a la defensa de los derechos LGBT en la región de Castilla, activa entre 1978 y 1982 en el marco de la transición democrática, y organizadora de las primeras marchas del orgullo en Madrid.

## Historia
El FLHOC surgió mediante una asamblea general realizada el 24 de enero de 1978, producto de la fusión de 3 organizaciones de homosexuales existentes en Madrid:
- Movimiento Democrático de Homosexuales (MDH), fundado por un grupo de militantes del Partido Comunista de España (PCE).[4]
- Frente Homosexual de Acción Revolucionaria (FHAR), grupo radical inspirado en el colectivo francés homónimo.[2]
- Agrupación Mercurio, originalmente de carácter reformista y que posteriormente adoptó posturas revolucionarias.[5]

A nivel ideológico, el FLHOC se identificaba como cercano al Front d'Alliberament Gai de Catalunya (FAGC). En su manifiesto fundacional planteaba, entre otros temas, la amnistía para todos los condenados y encarcelados por leyes represivas hacia la diversidad sexual, edad de consentimiento sexual en 14 años, la revisión de los Códigos Penal, Civil y Militar para despenalizar la homosexualidad, la abolición de la Ley de Peligrosidad y Rehabilitación Social, la despenalización del aborto y la supresión de la censura. Durante su historia publicó tres boletines diferentes: La Ladilla Loca, La voz del FLHOC y Aquí el FLHOC, y fue la primera organización LGBT madrileña en tener una sede propia, ubicada en el número 19 de la calle Tomás Bretón.
Entre sus primeros logros se encuentra la organización de la primera marcha del orgullo LGBT de Madrid el 25 de junio de 1978, a la que concurrieron alrededor de 7000 personas y que se desplazó por la avenida Menéndez de Pelayo desde la intersección con la calle O'Donell hasta la plaza de Mariano de Cavia. Durante el mismo año el FLHOC se incorporó a la Coordinadora de Frentes de Liberación Homosexual del Estado Español (COFLHEE). Posteriormente, en noviembre de 1978 el FLHOC intentó organizar unas "Fiestas de Liberación Sexual" en el barrio de Prosperidad, sin embargo la autorización les fue negada al no poseer personería jurídica.
El FLHOC intentó repetir en 1979 la marcha del orgullo de Madrid, sin embargo la autorización fue denegada por el Gobierno Civil y las celebraciones se redujeron a un mitin en el pabellón de agricultura de la Casa de Campo en la mañana del 24 de junio. Al final de dicho acto un grupo de jóvenes de extrema derecha agredió a varios de los manifestantes, dejando herido a uno de ellos en incidentes que ocurrieron cerca de la estación de Lago del Metro de Madrid.
Producto de divisiones internas, en 1981 un grupo de mujeres escindidas del FLHOC crea el Colectivo de Feministas Lesbianas de Madrid (CFLM), y al mismo tiempo surge el Grupo de Acción por la Liberación Homosexual (GALHO) como grupo reformista que se oponía a la radicalización del FLHOC; dichas divisiones no impidieron que el Frente de Liberación Homosexual de Castilla se aliara con el CFLM para realizar la primera marcha del orgullo de la localidad de Vallecas el 25 de junio de 1981. El FLHOC finalmente se disolvió en 1982.